# Iridopsis idonearia
Iridopsis idonearia är en fjärilsart som beskrevs av Walker 1860. Iridopsis idonearia ingår i släktet Iridopsis och familjen mätare. Inga underarter finns listade i Catalogue of Life.